# Рабі-аль-авваль
Рабі-аль-авваль (араб. ربيع الأول‎‎) — третій місяць мусульманського місячного календаря. У місяці 29 днів. У цьому місяці мусульмани відзначають день народження пророка Мухаммеда — Мавлід
День народження Мухамеда відзначається 12-го Рабі-аль-авваля. Точна дата народження Мухаммеда досі не встановлена і свято Мавлід приурочене до дня його смерті. Це пояснюється тим, що у ісламській традиції смерть розглядається передовсім як народження до вічного життя.

У перші століття ісламу це свято не відзначалося, і було запроваджене лише в 1207 р., за часів правління багдадського халіфа ан-Насира з династії Аббасидів.

На Мавлід у мечетях здійснюються спільні молитви, виголошуються урочисті проповіді та декламуються хвалебні вірші пророку Мухаммеду. В деяких країнах у цей день відбуваються процесії з запаленими ліхтарями та смолоскипами, під час яких несуть зображення матері пророка – Аміни. Бідним на честь свята роздається милостиня.